# Amechana javanica
Amechana javanica là một loài bọ cánh cứng trong họ Cerambycidae.